# Christian Müller (orgelbouwer)

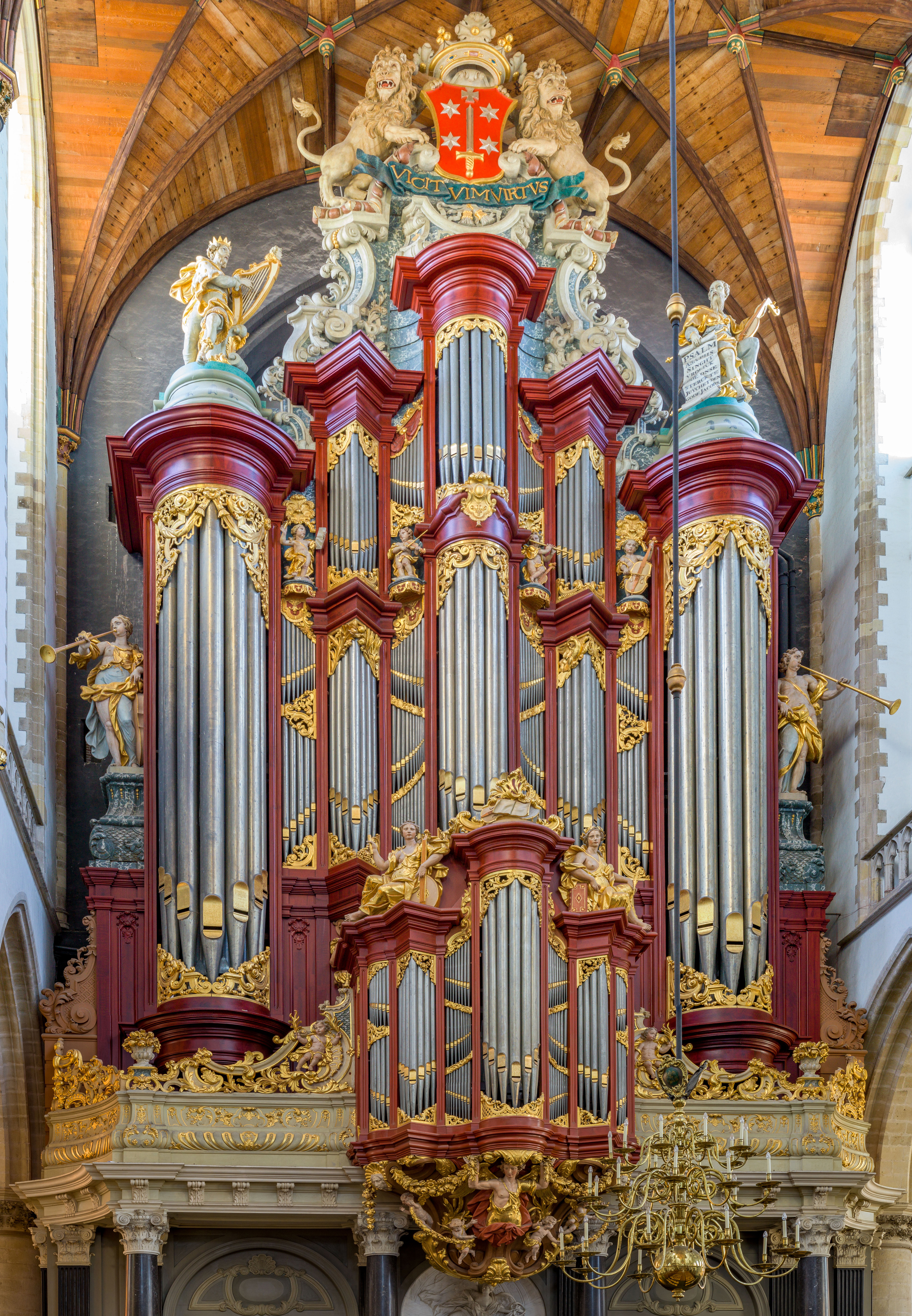
Hoofdorgel van de Grote of Sint-Bavokerk in Haarlem (1738)

Christian Müller (Sankt Andreasberg, 4 februari 1690 – Amsterdam, 8 maart 1763) was een Duits-Nederlandse orgelbouwer. In de achttiende eeuw gold hij als een van de voornaamste orgelbouwers in Holland.

## Leven en werk
Müller vestigde zich vanuit Duitsland in de Noordelijke Nederlanden, waar hij met Cornelis Hoornbeek aan de uitbreiding van het hoofdorgel van de Nieuwe Kerk te Amsterdam werkte.
In 's-Hertogenbosch werkte hij met meester-orgelbouwer Rudolf Garrels aan het orgel van de Sint-Janskathedraal. In 1720 werd hij zelfstandig orgelbouwer.
Op 20 juli 1720 huwde hij Elisabeth van der Berg, die een jaar later stierf. Op 2 oktober 1721 werd Catherina Beverwijk zijn tweede vrouw, die hem elf kinderen schonk.
Internationale bekendheid kreeg hij door de bouw van het monumentale orgel van de Grote of Sint-Bavokerk in Haarlem. Bij de oplevering in 1738 was dit een van de grootste orgels van de wereld.
In de jaren 1740 en 1750 werd het bespeeld door Georg Friedrich Händel en in 1766 door de toen tienjarige Wolfgang Amadeus Mozart. In de twintigste eeuw, in de periode waarin Klaas Bolt, Piet Kee en Albert de Klerk de vaste organisten waren, werd het orgel in Haarlem in zijn oorspronkelijke toestand gerestaureerd. Sinds 1951 vinden er improvisatiewedstrijden en een internationaal orgelfestival plaats.
Andere orgels bouwde Müller voor de Grote of Jacobijnerkerk in Leeuwarden (1727), de Waalse Kerk te Amsterdam (1734), de Grote Kerk in Beverwijk (1757) en de Kapelkerk in Alkmaar (1762).

## Fotogalerij

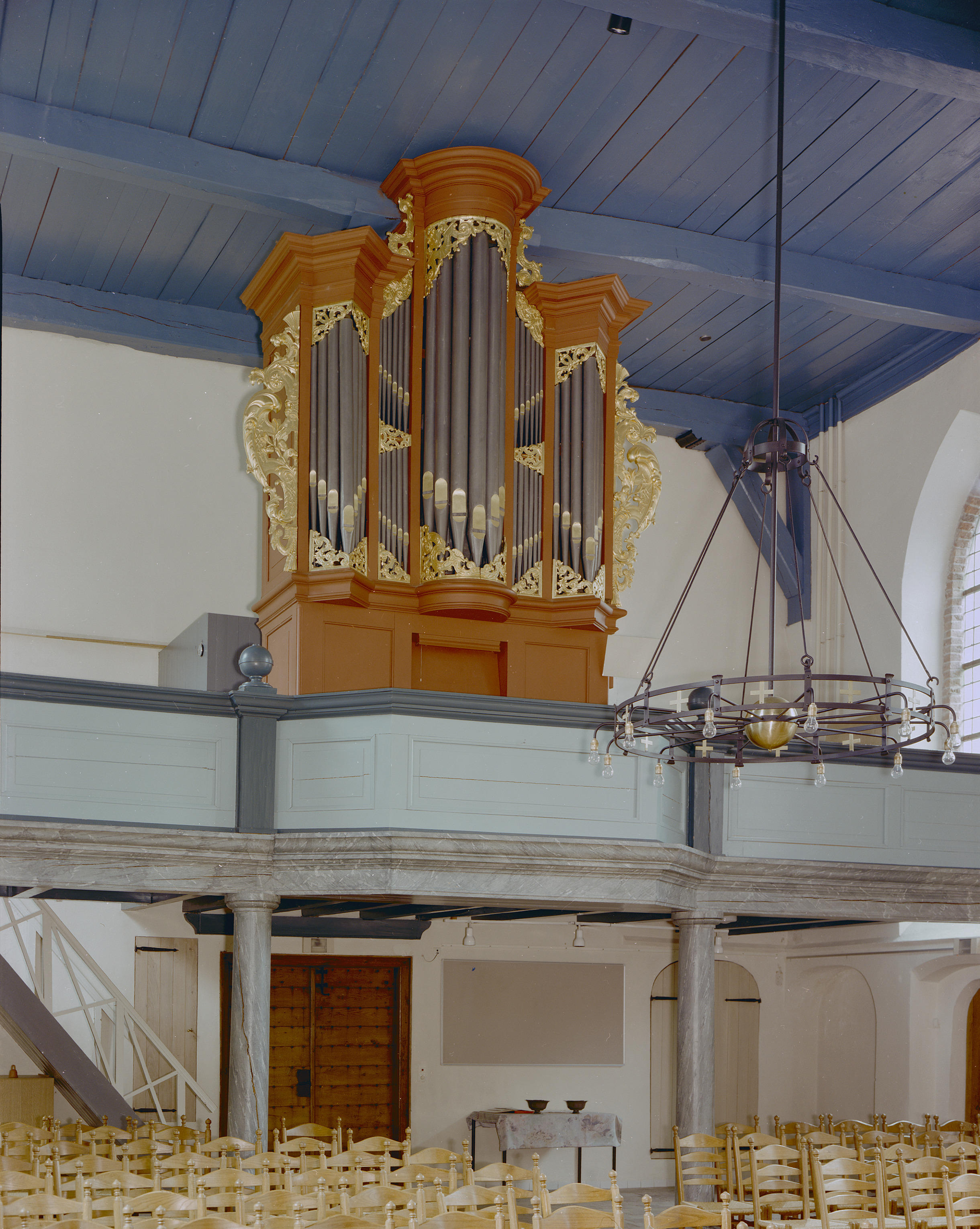
Orgel van de Stefanuskerk (Westerbork), in 1726 door Christian Müller en Johann Michael Schwartsburg gebouwd voor de kerk van Beetgum
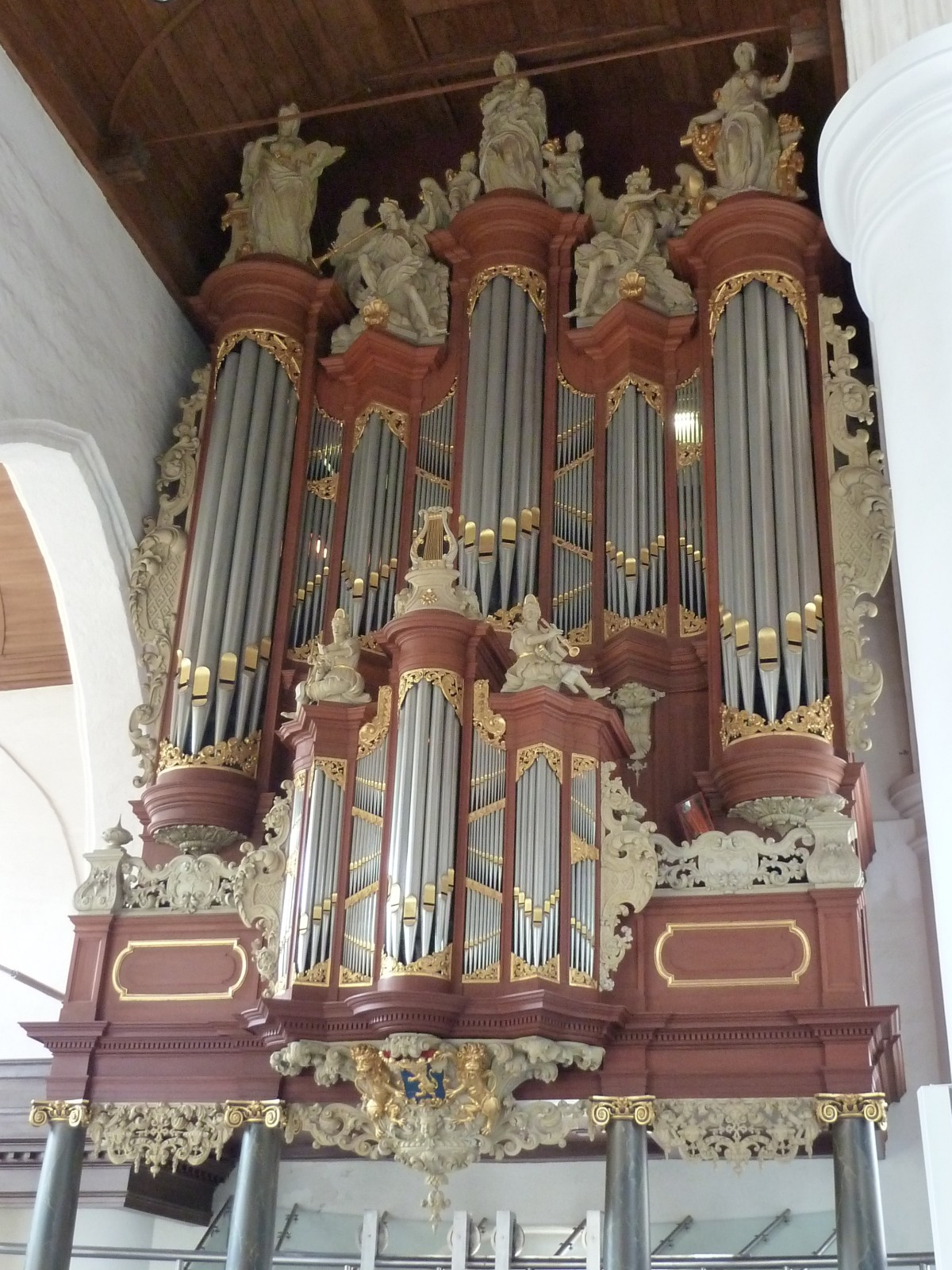
Hoofdorgel van de Grote- of Jacobijnerkerk in Leeuwarden uit 1727
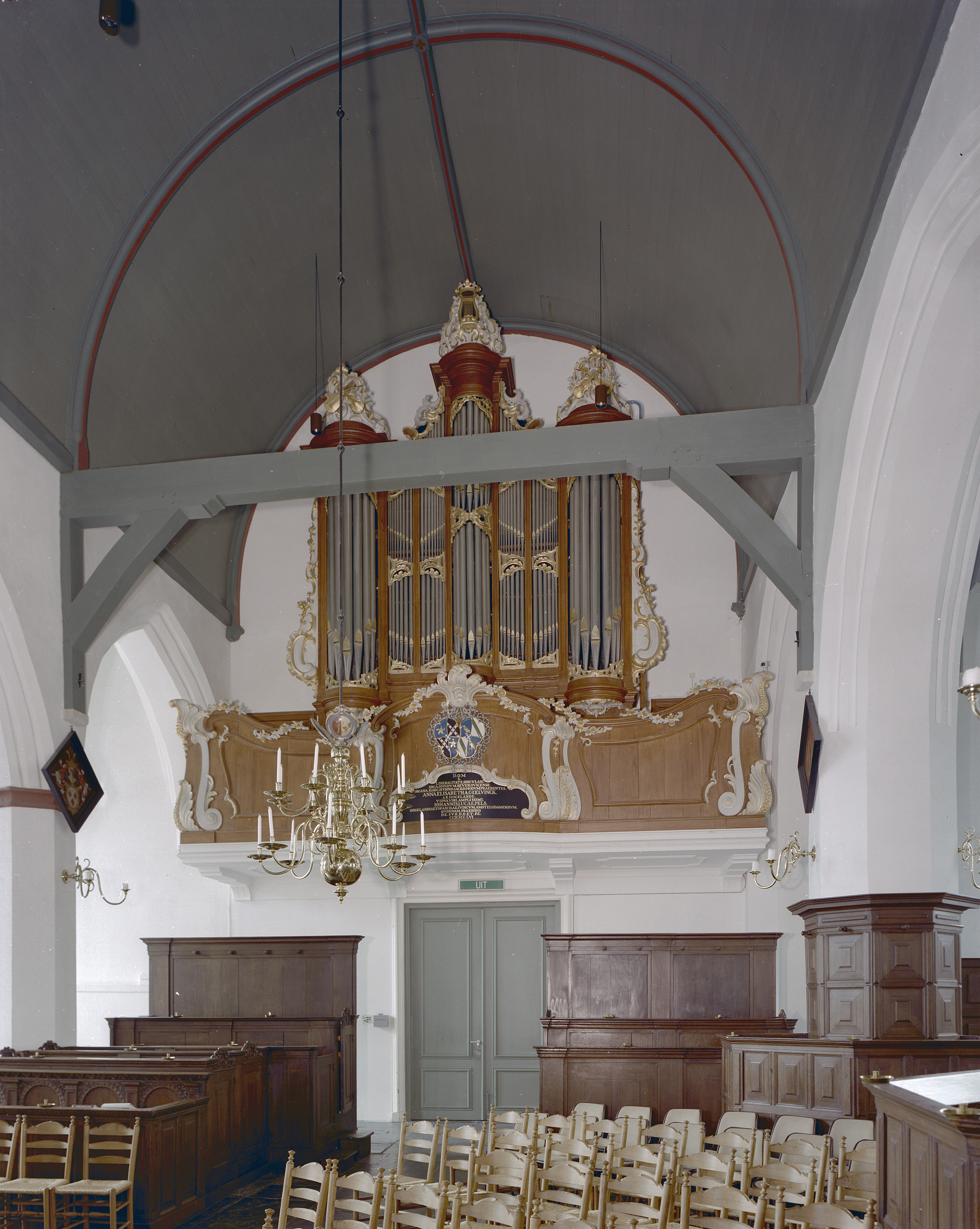
Orgel uit 1757 van de Grote Kerk in Beverwijk
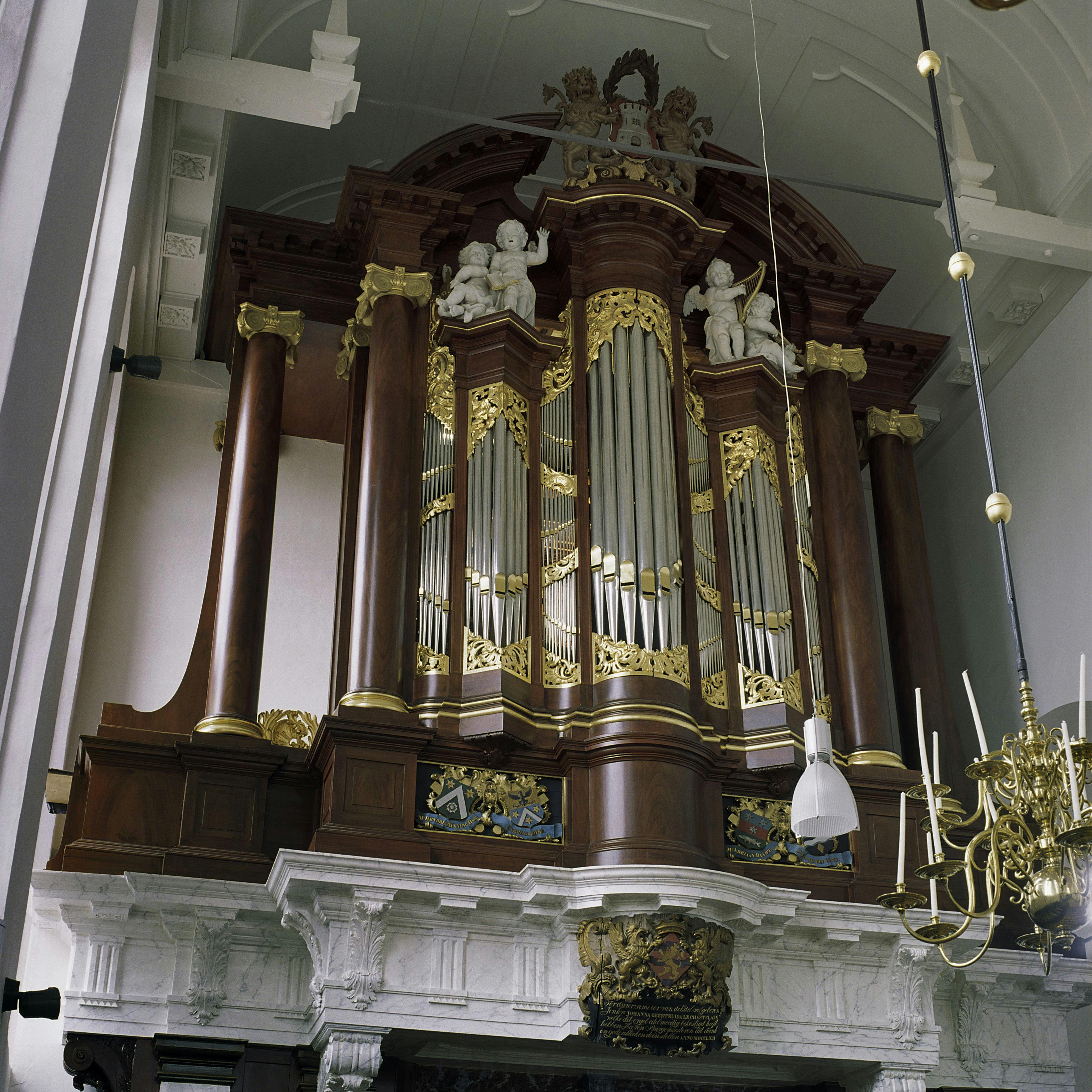
Orgel uit 1762 van de Kapelkerk in Alkmaar

## Familie van orgelbouwers
In Müllers familie kwamen meer orgelbouwers voor. Zo waren zijn broers Johann Caspar (1693-1746) en Andreas eveneens orgelbouwer en ook werkzaam in Nederland.
Zijn broer Johann Casper wijzigde in 1738 onder meer het orgel van de Oude Kerk in Amsterdam. Dit orgel was ooit door Christian Vater gebouwd.
In 1767 bouwde zijn zoon Pieter het orgel van de kerk in Wissenkerke en in 1773 het orgel voor de Lutherse kerk in Hoorn.